# Leichtathletik-Weltmeisterschaften 2017/Teilnehmer (Vereinigtes Königreich)
| Gelbes Symbol für Goldmedaillen mit stilisierten Olympischen Ringen | Graues Symbol für Silbermedaillen mit stilisierten Olympischen Ringen | Braundes Symbol für Bronzemedaillen mit stilisierten Olympischen Ringen |
| ------------------------------------------------------------------- | --------------------------------------------------------------------- | ----------------------------------------------------------------------- |
| 2                                                                   | 3                                                                     | 1                                                                       |

Der Leichtathletikverband des Vereinigten Königreichs entsandte 95 Athleten für die Leichtathletik-Weltmeisterschaften 2017 in London.

## Ergebnisse

### Männer

#### Laufdisziplinen
| Athlet                                                                                         | Disziplin        | Vorlauf        | Vorlauf | Halbfinale         | Halbfinale         | Finale             | Finale             |
| Athlet                                                                                         | Disziplin        | Zeit           | Platz   | Zeit               | Platz              | Zeit               | Platz              |
| ---------------------------------------------------------------------------------------------- | ---------------- | -------------- | ------- | ------------------ | ------------------ | ------------------ | ------------------ |
| James Dasaolu                                                                                  | 100 m            | 10,13 s        | 10      | 10,22 s            | 15                 | nicht qualifiziert | nicht qualifiziert |
| Reece Prescod                                                                                  | 100 m            | 10,03 s PB     | 5       | 10,05 s            | 4                  | 10,17 s            | 7                  |
| Chijindu Ujah                                                                                  | 100 m            | 10,07 s        | 9       | 10,12 s            | 9                  | nicht qualifiziert | nicht qualifiziert |
| Zharnel Hughes                                                                                 | 200 m            | 20,43 s        | 14      | 20,85 s            | 24                 | nicht qualifiziert | nicht qualifiziert |
| Nethaneel Mitchell-Blake                                                                       | 200 m            | 20,08 s        | 2       | 20,19 s            | 5                  | 20,24 s            | 4                  |
| Danny Talbot                                                                                   | 200 m            | 20,16 s PB     | 5       | 20,38 s            | 9                  | nicht qualifiziert | nicht qualifiziert |
| Dwayne Cowan                                                                                   | 400 m            | 45,39 s        | 19      | 45,96 s            | 24                 | nicht qualifiziert | nicht qualifiziert |
| Matthew Hudson-Smith                                                                           | 400 m            | 45,31 s        | 17      | 44,74 s SB         | 9                  | nicht qualifiziert | nicht qualifiziert |
| Martyn Rooney                                                                                  | 400 m            | 45,75 s        | 26      | nicht qualifiziert | nicht qualifiziert | nicht qualifiziert | nicht qualifiziert |
| Elliot Giles                                                                                   | 800 m            | 1:45,86 min    | 9       | 1:46,95 min        | 20                 | nicht qualifiziert | nicht qualifiziert |
| Kyle Langford                                                                                  | 800 m            | 1:46,38 min    | 17      | 1:45,81 min        | 5                  | 1:45,25 min PB     | 4                  |
| Guy Learmonth                                                                                  | 800 m            | 1:45,90 min    | 10      | 1:46,75 min        | 19                 | nicht qualifiziert | nicht qualifiziert |
| Josh Kerr                                                                                      | 1500 m           | 3:47,30 min    | 34      | nicht qualifiziert | nicht qualifiziert | nicht qualifiziert | nicht qualifiziert |
| Chris O’Hare                                                                                   | 1500 m           | 3:42,53 min    | 14      | 3:38,59 min        | 4                  | 3:38,28 min        | 12                 |
| Jake Wightman                                                                                  | 1500 m           | 3:38,50 min    | 4       | 3:41,79 min        | 20                 | nicht qualifiziert | nicht qualifiziert |
| Mo Farah                                                                                       | 5000 m           | 13:30,18 min   | 15      |                    |                    | 13:33,22 min       | Silber             |
| Mo Farah                                                                                       | 10.000 m         |                |         |                    |                    | 26:49,51 min WL    | Gold               |
| Andrew Butchart                                                                                | 5000 m           | 13:24,78 min   | 7       |                    |                    | 13:38,73 min       | 8                  |
| Marc Scott                                                                                     | 5000 m           | 13:58,11 min   | 33      |                    |                    | nicht qualifiziert | nicht qualifiziert |
| Andrew Davies                                                                                  | Marathon         |                |         |                    |                    | 2:17:59 h          | 31                 |
| Callum Hawkins                                                                                 | Marathon         |                |         |                    |                    | 2:10:17 h SB       | 4                  |
| Josh Griffiths                                                                                 | Marathon         |                |         |                    |                    | 2:20:06 h          | 39                 |
| David King                                                                                     | 110 m Hürden     | 13,67 s        | 33      | nicht qualifiziert | nicht qualifiziert | nicht qualifiziert | nicht qualifiziert |
| David Omoregie                                                                                 | 110 m Hürden     | 13,59 s        | 26      | nicht qualifiziert | nicht qualifiziert | nicht qualifiziert | nicht qualifiziert |
| Andrew Pozzi                                                                                   | 110 m Hürden     | 13,28 s        | 4       | 13,28 s            | 10                 | nicht qualifiziert | nicht qualifiziert |
| Jack Green                                                                                     | 400 m Hürden     | 49,549 s       | 12      | 49,927 s           | 13                 | nicht qualifiziert | nicht qualifiziert |
| Rob Mullett                                                                                    | 3000 m Hindernis | 8:47,99 min    | 41      |                    |                    | nicht qualifiziert | nicht qualifiziert |
| Zak Seddon                                                                                     | 3000 m Hindernis | 8:32,84 min    | 22      |                    |                    | nicht qualifiziert | nicht qualifiziert |
| Ieuan Thomas                                                                                   | 3000 m Hindernis | 8:52,96 min    | 43      |                    |                    | nicht qualifiziert | nicht qualifiziert |
| Tom Bosworth                                                                                   | 20 km Gehen      |                |         |                    |                    | DSQ                | DSQ                |
| Callum Wilkinson                                                                               | 20 km Gehen      |                |         |                    |                    | 1:23:54 h          | 41                 |
| Dominic King                                                                                   | 50 km Gehen      |                |         |                    |                    | DSQ                | DSQ                |
| Chijindu Ujah Adam Gemili Daniel Talbot Nethaneel Mitchell-Blake                               | 4 × 100 m        | 37,76 s SB     | 2       |                    |                    | 37,47 s WL AR      | Gold               |
| Rabah Yousif Dwayne Cowan Martyn Rooney Jack Green nur Vorlauf Matthew Hudson-Smith nur Finale | 4 × 400 m        | 3:00,10 min SB | 4       |                    |                    | 2:59,00 min SB     | Bronze             |

#### Sprung/Wurf
| Athlet         | Disziplin  | Qualifikation | Qualifikation | Finale             | Finale             |
| Athlet         | Disziplin  | Weite/Höhe    | Platz         | Weite/Höhe         | Platz              |
| -------------- | ---------- | ------------- | ------------- | ------------------ | ------------------ |
| Robert Grabarz | Hochsprung | 2,31 m SB     | 6             | 2,25 m             | 6                  |
| Nathan Fox     | Dreisprung | 16,49 m       | 19            | nicht qualifiziert | nicht qualifiziert |
| Nicholas Percy | Diskuswurf | 56,93 m       | 29            | nicht qualifiziert | nicht qualifiziert |
| Chris Bennett  | Hammerwurf | 72,05 m       | 21            | nicht qualifiziert | nicht qualifiziert |
| Nick Miller    | Hammerwurf | 75,52 m       | 7             | 77,31 m            | 6                  |

#### Zehnkampf
| Athlet        | Disziplin | 100 m      | Weitsprung | Kugelstoßen | Hochsprung | 400 m   | 110 m Hürden | Diskuswurf | Stabhochsprung | Speerwurf  | 1500 m         | Punkte | Platz |
| ------------- | --------- | ---------- | ---------- | ----------- | ---------- | ------- | ------------ | ---------- | -------------- | ---------- | -------------- | ------ | ----- |
| Ashley Bryant | Ergebnis  | 11,14 s SB | 7,44 m     | 14,09 m     | 1,96 m     | 49,24 s | 14,75 s      | 43,95 m SB | 4,30 m         | 67,97 m SB | 4:27,15 min PB | 8049   | 11    |
| Ashley Bryant | Punkte    | 830        | 920        | 734         | 767        | 850     | 880          | 745        | 702            | 858        | 763            | 8049   | 11    |

### Frauen

#### Laufdisziplinen
| Athletin                                                                                         | Disziplin        | Vorlauf         | Vorlauf | Halbfinale         | Halbfinale         | Finale             | Finale             |
| Athletin                                                                                         | Disziplin        | Zeit            | Platz   | Zeit               | Platz              | Zeit               | Platz              |
| ------------------------------------------------------------------------------------------------ | ---------------- | --------------- | ------- | ------------------ | ------------------ | ------------------ | ------------------ |
| Desiree Henry                                                                                    | 100 m            | 11,32 s         | 24      | 11,24 s            | 18                 | nicht qualifiziert | nicht qualifiziert |
| Daryll Neita                                                                                     | 100 m            | 11,15 s         | 13      | 11,16 s            | 13                 | nicht qualifiziert | nicht qualifiziert |
| Asha Philip                                                                                      | 100 m            | 11,14 s SB      | 12      | 11,19 s            | 16                 | nicht qualifiziert | nicht qualifiziert |
| Dina Asher-Smith                                                                                 | 200 m            | 22,73 s SB      | 4       | 22,73 s SB         | 6                  | 22,22 s SB         | 6                  |
| Shannon Hylton                                                                                   | 200 m            | 23,39 s         | 23      | nicht qualifiziert | nicht qualifiziert | nicht qualifiziert | nicht qualifiziert |
| Bianca Williams                                                                                  | 200 m            | 23,30 s         | 19      | 23,40 s            | 21                 | nicht qualifiziert | nicht qualifiziert |
| Zoey Clark                                                                                       | 400 m            | 51,88 s         | 18      | 51,81 s PB         | 16                 | nicht qualifiziert | nicht qualifiziert |
| Emily Diamond                                                                                    | 400 m            | 52,20 s         | 25      | nicht qualifiziert | nicht qualifiziert | nicht qualifiziert | nicht qualifiziert |
| Anyika Onuora                                                                                    | 400 m            | 52,58 s         | 34      | nicht qualifiziert | nicht qualifiziert | nicht qualifiziert | nicht qualifiziert |
| Shelayna Oskan-Clarke                                                                            | 800 m            | 2:01,30 min     | 14      | 2:02,26 min        | 22                 | nicht qualifiziert | nicht qualifiziert |
| Lynsey Sharp                                                                                     | 800 m            | 2:01,04 min     | 9       | 1:59,47 min        | 5                  | 1:58,98 min        | 8                  |
| Adelle Tracey                                                                                    | 800 m            | 2:00,28 min PB  | 4       | 2:00,26 min PB     | 11                 | nicht qualifiziert | nicht qualifiziert |
| Jessica Judd                                                                                     | 1500 m           | 4:03,73 min PB  | 12      | 4:10,14 min        | 22                 | nicht qualifiziert | nicht qualifiziert |
| Sarah McDonald                                                                                   | 1500 m           | 4:05,48 min PB  | 18      | 4:06,73 min        | 17                 | nicht qualifiziert | nicht qualifiziert |
| Laura Weightman                                                                                  | 1500 m           | 4:03,50 min     | 8       | 4:05,63 min        | 10                 | 4:04,11 min        | 6                  |
| Laura Muir                                                                                       | 1500 m           | 4:08,97 min     | 18      | 4:03,64 min        | 2                  | 4:02,97 min        | 4                  |
| Laura Muir                                                                                       | 5000 m           | 14:59,34 min    | 8       |                    |                    | 14:52,07 min PB    | 6                  |
| Eilish McColgan                                                                                  | 5000 m           | 15:00,38 min PB | 11      |                    |                    | 15:00,43 min       | 10                 |
| Stephanie Twell                                                                                  | 5000 m           | 15:41,29 min    | 31      |                    |                    | nicht qualifiziert | nicht qualifiziert |
| Jess Martin                                                                                      | 10.000 m         |                 |         |                    |                    | DNF                | DNF                |
| Beth Potter                                                                                      | 10.000 m         |                 |         |                    |                    | 32:15,88 min       | 21                 |
| Charlotte Taylor                                                                                 | 10.000 m         |                 |         |                    |                    | 32:51,33 min       | 27                 |
| Tracy Barlow                                                                                     | Marathon         |                 |         |                    |                    | 2:41:03 h          | 43                 |
| Alyson Dixon                                                                                     | Marathon         |                 |         |                    |                    | 2:31:36 h          | 18                 |
| Charlotte Purdue                                                                                 | Marathon         |                 |         |                    |                    | 2:29:48 h          | 13                 |
| Alicia Barrett                                                                                   | 100 m Hürden     | 13,42 s         | 37      | nicht qualifiziert | nicht qualifiziert | nicht qualifiziert | nicht qualifiziert |
| Tiffany Porter                                                                                   | 100 m Hürden     | 13,18 s         | 29      | nicht qualifiziert | nicht qualifiziert | nicht qualifiziert | nicht qualifiziert |
| Meghan Beesley                                                                                   | 400 m Hürden     | 56,408 s        | 22      | 56,61 s            | 20                 | nicht qualifiziert | nicht qualifiziert |
| Eilidh Doyle                                                                                     | 400 m Hürden     | 55,49 s         | 14      | 55,33 s            | 8                  | 55,71 s            | 8                  |
| Jessica Turner                                                                                   | 400 m Hürden     | 56,98 s         | 30      | nicht qualifiziert | nicht qualifiziert | nicht qualifiziert | nicht qualifiziert |
| Rosie Clarke                                                                                     | 3000 m Hindernis | 9:49,36 min     | 25      |                    |                    | nicht qualifiziert | nicht qualifiziert |
| Lennie Waite                                                                                     | 3000 m Hindernis | 9:54,97 min     | 30      |                    |                    | nicht qualifiziert | nicht qualifiziert |
| Gemma Bridge                                                                                     | 20 km Gehen      |                 |         |                    |                    | 1:36:04 h          | 40                 |
| Bethan Davies                                                                                    | 20 km Gehen      |                 |         |                    |                    | 1:33:10 h          | 29                 |
| Asha Philip Desirèe Henry Dina Asher-Smith Daryll Neita                                          | 4 × 100 m        | 41,93 s SB      | 2       |                    |                    | 42,12 s            | Silber             |
| Zoey Clark Emily Diamond Laviai Nielsen Perri Shakes-Drayton nur Vorlauf Eilidh Doyle nur Finale | 4 × 400 m        | 3:24,74 min SB  | 3       |                    |                    | 3:25,00 min        | Silber             |

#### Sprung/Wurf
| Athletin                  | Disziplin      | Qualifikation | Qualifikation | Finale             | Finale             |
| Athletin                  | Disziplin      | Weite/Höhe    | Platz         | Weite/Höhe         | Platz              |
| ------------------------- | -------------- | ------------- | ------------- | ------------------ | ------------------ |
| Katarina Johnson-Thompson | Hochsprung     | 1,92 m        | 4             | 1,95 m SB          | 5                  |
| Morgan Lake               | Hochsprung     | 1,92 m        | 6             | 1,95 m             | 6                  |
| Holly Bradshaw            | Stabhochsprung | 4,50 m        | 10            | 4,65 m             | 6                  |
| Shara Proctor             | Weitsprung     | 6,45 m        | 13            | nicht qualifiziert | nicht qualifiziert |
| Jazmin Sawyers            | Weitsprung     | 6,34 m        | 20            | nicht qualifiziert | nicht qualifiziert |
| Lorraine Ugen             | Weitsprung     | 6,63 m        | 3             | 6,72 m             | 5                  |
| Rachel Wallader           | Kugelstoßen    | 16,81 m       | 23            | nicht qualifiziert | nicht qualifiziert |
| Jade Lally                | Diskuswurf     | 57,71 m       | 18            | nicht qualifiziert | nicht qualifiziert |
| Sophie Hitchon            | Hammerwurf     | 73,05 m       | 3             | 72,32 m            | 7                  |

#### Siebenkampf
| Athletin                  | Disziplin | 100 m Hürden | Hochsprung | Kugelstoßen | 200 m   | Weitsprung | Speerwurf  | 800 m          | Punkte | Platz |
| ------------------------- | --------- | ------------ | ---------- | ----------- | ------- | ---------- | ---------- | -------------- | ------ | ----- |
| Katarina Johnson-Thompson | Ergebnis  | 13,33 s      | 1,80 m     | 12,47 m     | 22,86 s | 6,56 m     | 41,72 m SB | 2:08,10 min SB | 6558   | 5     |
| Katarina Johnson-Thompson | Punkte    | 1075         | 978        | 692         | 1093    | 1027       | 700        | 993            | 6558   | 5     |